# Pablo Villamar
Pablo Villamar, nacido en Narón en 1961, es un político gallego de izquierdas, vicepresidente de la Diputación Provincial de La Coruña desde 2007 hasta 2011.

## Biografía
Diplomado en relaciones laborales por la Universidad de Santiago de Compostela, y técnico de organización de la empresa Navantia, accedió al mundo de la política hacia el año 1977. Ligado al nacionalismo gallego desde joven pasó a formar parte del Bloque Nacionalista Galego (BNG), y bajo estas siglas desde el año 1999 asumió cargos institucionales de relevancia. Primero como concejal de Promoción Económica del Ayuntamiento de Narón entre los años 1999 y 2003 (coincidiendo con el despegue del polígono industrial del Río do Pozo), más tarde obteniendo el acta de diputado por la provincia de La Coruña dedicado a la arena de turismo (2003-2007), y finalmente como vicepresidente de la Diputación de La Coruña, cargo que adquirió en el año 2007, hasta el año 2011, tras haber perdido su control la coalición formada entre PSOE y BNG, para volver a las manos del PP, tras las elecciones del 22 de mayo.
El 28 de julio de 2007 tomó posesión de su cargo de vicepresidente primero de la Diputación de La Coruña después de que el BNG hubiese conseguido 123.355 votos en la circunscripción por la provincia de La Coruña, relevando en el puesto a su compañero de partido, y antiguo alcalde de Ferrol, Xaime Bello. Bajo su vicepresidencia destacan el establecimiento de diferentes planes de promoción económica y turística como el "Plan de mejora de la calidad turística Tierras de Ulla y Tambre", el Plan de dinamización turística de la Costa da Morte o el "Plan de Dinamización de producto turístico Ferrol-Ortegal", este último galardonado por la "Gran Noche de Galicia en Barcelona", con el percebe de oro el 29 de febrero de 2008 a la excelencia turística. Vicepresidente asemade, de la Fundación Energética Provincial de La Coruña, impulsó durante su actividad en la Diputación programas de energías renovables que se pusieron en marcha en diversos ayuntamientos gallegos de la provincia de La Coruña.
- Datos: Q2533049